# Jodie Comer
Jodie Marie Comer (Liverpool, 11 marzo 1993) è un'attrice britannica.
È nota per il ruolo di Villanelle nella serie televisiva Killing Eve (2018-22), per la quale si aggiudica il BAFTA Television Award e il Premio Emmy nella sezione miglior attrice in una serie drammatica, venendo inoltre nominata due volte al Golden Globe, due al Critics Choice Television Award e una allo Screen Actors Guild Award. Nel 2022 ha vinto il Critics Choice Super Award perThe Last Duel di Ridley Scott e si è aggiudicata un secondo BAFTA Television Award alla migliore attrice per il suo ruolo nel film televisivo Help. 
Attiva anche in campo teatrale, nel 2023 ha vinto il Laurence Olivier Award alla miglior attrice, il Tony Award per la migliore attrice in un'opera teatrale e l'Evening Standard Theatre Award per la sua interpretazione nel dramma Prima Facie in scena a Londra e Broadway. 

## Biografia
Nata e cresciuta a Liverpool, dove attualmente risiede, ha iniziato a studiare recitazione presso la St Julie's Catholic High School di Woolton.
Appare in due episodi della serie televisiva Testimoni silenziosi nel 2012. Altri ruoli televisivi della Comer includono la miniserie Remember Me (2014), la serie tv My Mad Fat Diary (2013-15) e la serie tv Doctor Foster (2015-17). Dopo la conclusione della serie è protagonista delle miniserie Thirteen (2016), per cui riceve una candidatura al British Academy Television Award per la miglior attrice, e The White Princess (2017).
Nel 2018 entra nel cast della serie prodotta da BBC America Killing Eve, per cui veste i panni dell'antagonista Villanelle / Oksana Astankova. La sua interpretazione, che le conferisce la popolarità a livello internazionale, viene lodata dalla critica e le vale la vittoria di un Premio Emmy e un Premio BAFTA, oltre a ricevere la candidatura sia al Golden Globe che allo Screen Actors Guild Award.
Nel 2021 è la protagonista femminile della commedia Free Guy - Eroe per gioco e ottiene consensi con il ruolo di Marguerite de Carouges nel film storico The Last Duel di Ridley Scott. Nello stesso anno ottiene un altro successo sul piccolo schermo con il film TV Help per cui ha vinto un secondo BAFTA Television Award alla migliore attrice.
Nel 2022 fa il suo esordio sulle scene londinesi con il dramma legale Prima Facie in scene all'Harold Pinter Theatre, per cui vince il Laurence Olivier Award alla miglior attrice; l'anno successivo debutta a Broadway nella stessa opera, vincendo un Drama Desk Award, il Theatre World Award, l'Outer Critics Circle Award e il Tony Award alla miglior attrice protagonista in un'opera teatrale.
Nel 2023 recita nei film The Bikeriders e The End We Start From in ruoli da protagonista.
Nel 2025 interpreta il personaggio protagonista di Isla nel film di Danny Boyle 28 anni dopo insieme a Aaron Taylor-Johnson, Ralph Fiennes e il giovane Alfie Williams (attore). 
Tra il 2025 e 2026 sono previsti due nuovi film: The Death of Robin Hood di Michael Sarnoski  con Hugh Jackman e The Last Disturbance of Madeline Hynde di Kenneth Branagh
Da gennaio a marzo 2026 è previsto un nuovo e ultimo tour dell'opera Prima Facie nei teatri delle maggiori città del Regno Unito.

## Filmografia

### Attrice

#### Cinema
- England Is Mine, regia di Mark Gill (2017)
- Star Wars - L'ascesa di Skywalker (Star Wars: The Rise of Skywalker), regia di J. J. Abrams (2019)
- Free Guy - Eroe per gioco (Free Guy), regia di Shawn Levy (2021)
- The Last Duel, regia di Ridley Scott (2021)
- The Bikeriders, regia di Jeff Nichols (2023)
- The End We Start From, regia di Mahalia Belo (2023)
- 28 anni dopo (28 Years Later), regia di Danny Boyle (2025)

#### Televisione
- The Royal Today – serie TV, 1 episodio (2008)
- Holby City – serie TV, 1 episodio (2010)
- Waterloo Road – serie TV, 1 episodio (2010)
- Justice – serie TV, 5 episodi (2011)
- Casualty – serie TV, episodio 27x05 (2012)
- Good Cop – miniserie TV, 1 puntata (2012)
- Testimoni silenziosi (Silent Witness) – serie TV, 2 episodi (2012)
- Doctors – serial TV, 1 puntata (2012)
- Coming Up – serie TV, 2 episodi (2012-2013)
- Vera – serie TV, episodio 3x03 (2013)
- Law & Order: UK – serie TV, episodio 7x04 (2013)
- L'ispettore Gently (Inspector George Gently) – serie TV, episodio 6x02 (2014)
- Remember Me, regia di Ashley Pearce – miniserie TV (2014)
- My Mad Fat Diary – serie TV, 16 episodi (2013-2015)
- L'amante di Lady Chatterley (Lady Chatterley's Lover), regia di Jed Mercurio – film TV (2015)
- Doctor Foster – serie TV, 9 episodi (2015-2017)
- Thirteen, regia di Vanessa Caswill e China Moo-Young – miniserie TV (2016)
- Rillington Place, regia di Craig Viveiros – miniserie TV (2016)
- The White Princess, regia di Jamie Payne e Alex Kalymnios – miniserie TV (2017)
- Killing Eve – serie TV, 32 episodi (2018-2022)
- Alan Bennett's Talking Heads – serie TV, 1 episodio (2020)
- Help, regia di Marc Munden – film TV (2021)

### Cortometraggi
- The Last Bite, regia di Federico Fernandez-Armesto (2012)
- In T'Vic, regia di Brady Hood (2013)
- Either Way, regia di Benn Northover (2019)

### Doppiatrice
- Alone in the Dark – videogioco (2024)

## Teatro
- The Price of Everything di Fiona Evans, regia di Noreen Kershaw. Stephen Joseph Theatre di Westborough (2010)
- Prima Facie di Suzie Miller, regia di Justin Martin. Harold Pinter Theatre di Londra (2022), John Golden Theatre di Broadway (2023)

## Riconoscimenti
- BAFTA Awards
  - 2017 - Candidatura alla migliore attrice protagonista per Thirteen
  - 2019 - Miglior attrice protagonista per Killing Eve
  - 2020 - Candidatura alla migliore attrice protagonista per Killing Eve
  - 2021 - Candidatura alla migliore attrice protagonista per Killing Eve
  - 2022 - Miglior attrice protagonista per Help
- Golden Globe
  - 2020 – Candidatura alla migliore attrice in una serie drammatica per Killing Eve
  - 2021 – Candidatura alla migliore attrice in una serie drammatica per Killing Eve
- Premio Emmy
  - 2019 – Migliore attrice in una serie drammatica per Killing Eve
  - 2020 – Candidatura alla migliore attrice in una serie drammatica per Killing Eve
  - 2022 – Candidatura alla migliore attrice in una serie drammatica per Killing Eve
- Screen Actors Guild Award
  - 2020 – Candidatura alla migliore attrice in una serie drammatica per Killing Eve
- Premio Laurence Olivier
  - 2023 – Migliore attrice per Prima Facie
- Tony Award
  - 2023 – Miglior attrice protagonista in un'opera teatrale per Prima Facie

## Doppiatrici italiane
Nelle versioni in italiano delle opere in cui ha recitato, Jodie Comer è stata doppiata da:
- Valentina Favazza in Doctor Foster, Rillington Place, The Last Duel, 28 anni dopo
- Rossa Caputo in Killing Eve, Free Guy - Eroe per gioco
- Chiara Gioncardi in The White Princess
- Federica Russello in Star Wars: L’ascesa di Skywalker
- Gemma Donati in The Bikeriders